# Benld
Benld [bəˈnɛld] är en ort i Macoupin County i Illinois. Enligt 2010 års folkräkning hade Benld 1 556 invånare.